# Никольский сельсовет (Горшеченский район)
Никольский сельсовет — сельское поселение в Горшеченском районе Курской области Российской Федерации.
Административный центр — село Никольское.

## История
Статус и границы сельского поселения установлены Законом Курской области от 21 октября 2004 года № 48-ЗКО «О муниципальных образованиях Курской области»

## Население
| 2002 | 2010 | 2012 | 2013 | 2014 | 2015 | 2016 |
| ---- | ---- | ---- | ---- | ---- | ---- | ---- |
| 423  | ↘327 | ↘315 | ↘306 | ↘297 | ↘285 | ↘269 |
| 2017 | 2018 | 2019 | 2020 | 2021 |      |      |
| ↘263 | ↘245 | ↘232 | ↗239 | ↗270 |      |      |

## Состав сельского поселения
| № | Населённый пункт | Тип населённого пункта       | Население |
| - | ---------------- | ---------------------------- | --------- |
| 1 | Акуловка         | хутор                        | ↘9        |
| 2 | Нижнедорожное    | деревня                      | ↘62       |
| 3 | Никольское       | село, административный центр | ↘256      |